# 맹꽁이
맹꽁이는 맹꽁이과에 속하며 몸길이는 4~4.5cm 정도로 몸통은 뚜렷하게 팽대되어 있어 몸의 거의 대부분을 이룬다. 주둥이는 짧고 작으며, 맨끝이 약간 둔하면서 뾰족하고, 아랫입술보다 약간 앞쪽으로 돌출돼 있다.

## 특징
울음주머니는 아래턱 앞쪽 끝에 하나 있으며, 혀의 아래쪽 가장자리에 비교적 큰 숨구멍이 세로로 줄지어 있다. 몸의 등면은 황색 바탕에 연한 청색을 띠고 있고, 배면은 황색 바탕에 옆쪽에 연한 흑색의 얼룩무늬가 있다. 장마철이 되면 땅 위로 나와 짝짓기를 한 후 알을 낳는다. 맹꽁이 역시 다른 개구리와 마찬가지로 울음소리로 암컷을 유인한다. 맹꽁이의 울음소리는 매앵~꽁 과 같은 소리이다. 알은 산란 직후에는 1mm 정도의 공 모양으로 4개 정도가 서로 붙어 한덩어리를 이룬다. 한 마리가 1회에 15-20개의 알을 15-20회 걸쳐서 낳는다. 산란된 알은 28-30시간 만에 부화되고 30일 정도 되면 변태가 끝난다.

## 생태
천적에게 위협받으면 맹꽁이는 복어처럼 몸을 빵빵하게 부풀리고, 등에서 끈끈한 점액을 내뿜는다. 한국양서류보존네트워크에서 전국적인 맹꽁이 산란 조사와 모니터링, 장마철 산란 자료수집을 하고 있다. 멸종위기 야생생물 Ⅱ급에 처해져 법적 보호를 받고 있다.
맹꽁이는 장마철에 만들어진 웅덩이나 고인 물에 산란하므로 다른 개구리류에 비해 변태과정을 빨리 거친다. 연중 땅 속에서 생활하다가 밤중에 지표로 나와 먹이를 잡아먹는다. 맹꽁이와 같은 속에 속하는 열대산 아시아맹꽁이는 애완동물로 키워진다.

## 사진 갤러리

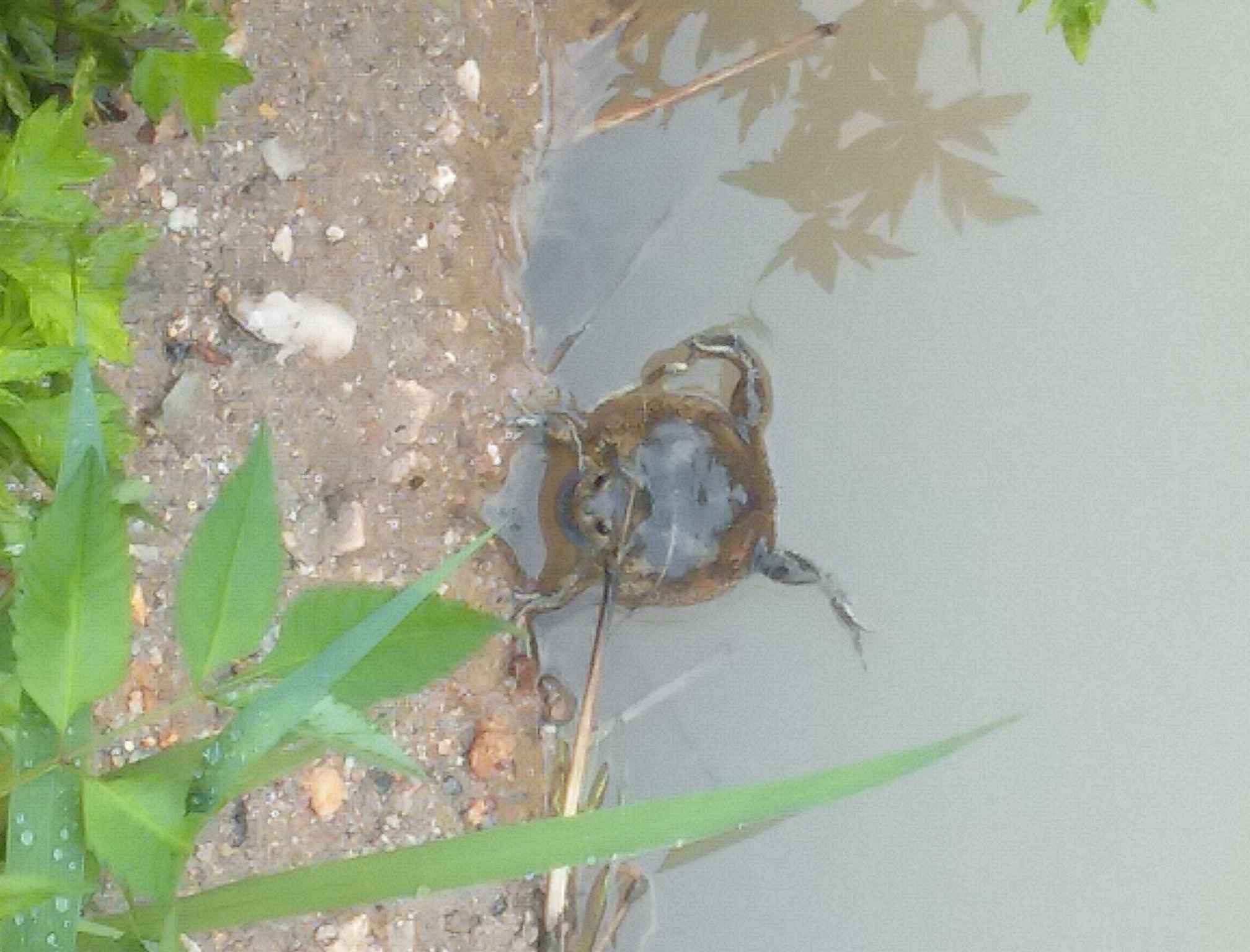
맹꽁이 7월

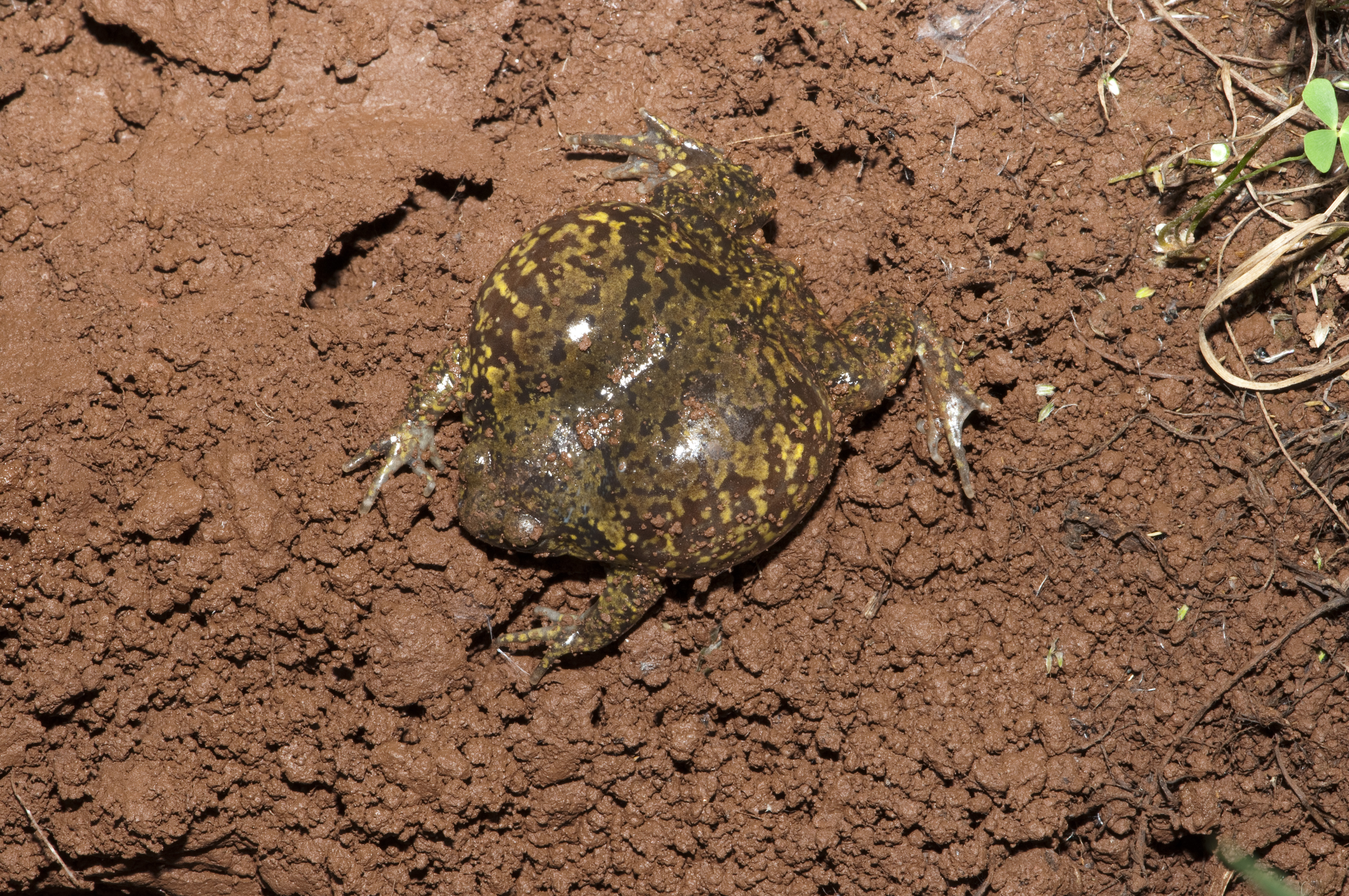

## 참고 자료
- 이 문서에는 다음커뮤니케이션(현 카카오)에서 GFDL 또는 CC-SA 라이선스로 배포한 글로벌 세계대백과사전의 내용을 기초로 작성된 글이 포함되어 있습니다.